# Baile de las cintas

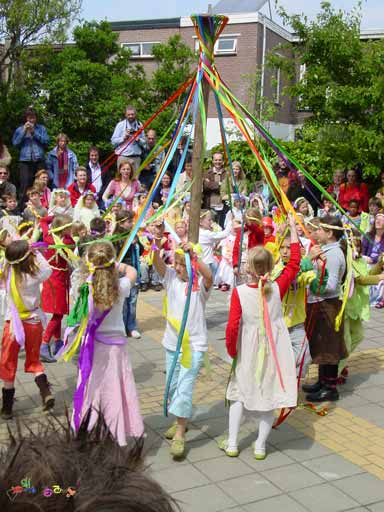

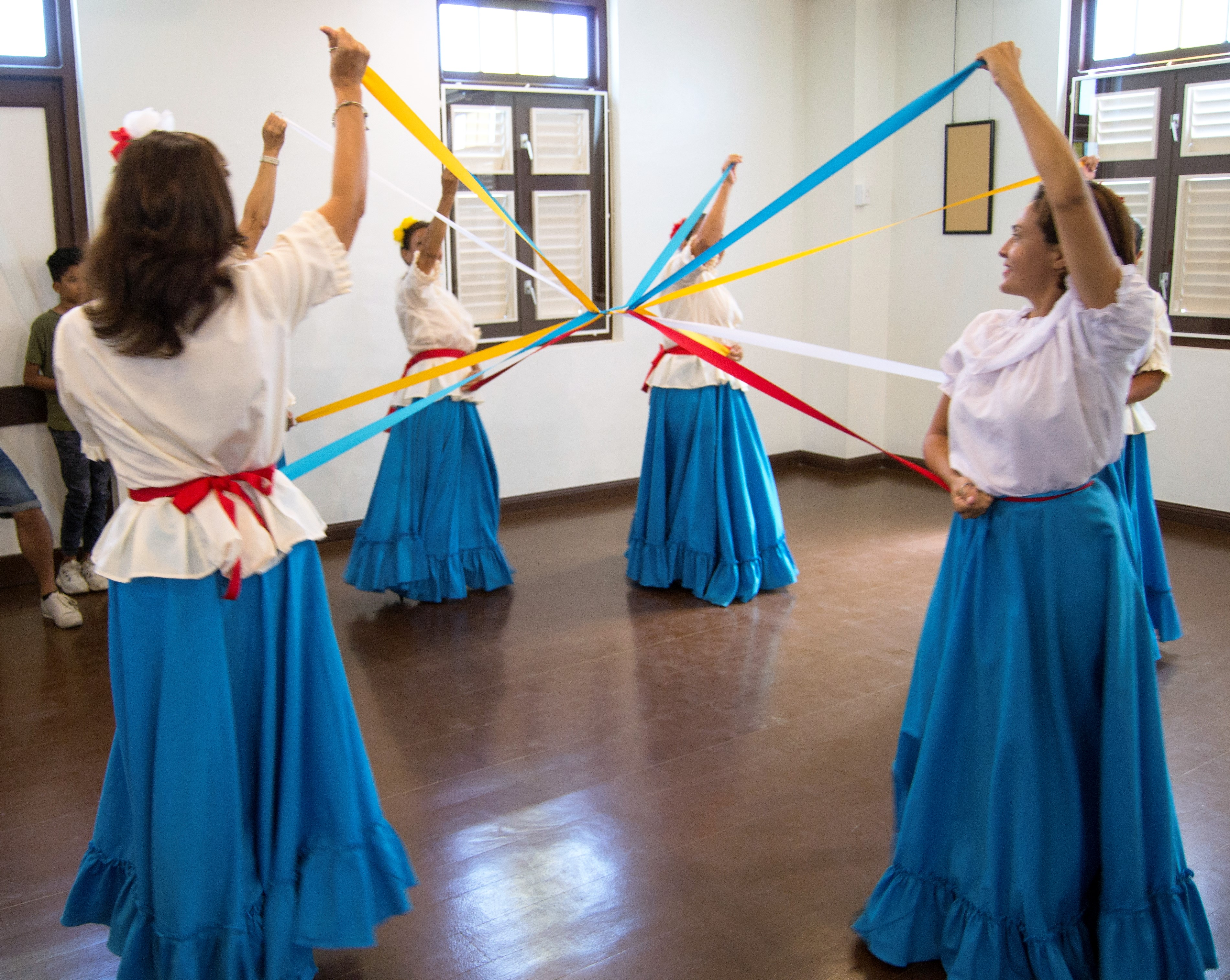
Baile di Cinta en Aruba

El baile de las cintas  es un baile tradicional de varios países y territorios de América y Europa. Generalmente, se baila sin fecha específica o en los carnavales, como un símbolo de unión entre los pueblos.
En Jujuy los niños danzan junto a los nacimientos que arman en las aceras. Se ejecuta generalmente desde Navidad hasta Reyes. Para los bailarines el árbol o el palo significaba la llegada de la primavera, para vivificar los surcos, los frutales, el ganado y las mujeres; con sus retoños energía la vida renovada y los hombres querían atraer sus misteriosos beneficios. Por eso lo adornaban con cintas de colores (símbolos de frutos) y danzaban en torno
El baile consiste en un grupo de personas, pares y generalmente más de ocho. Estos, se colocan formando una circunferencia, y en el centro de la circunferencia se ubica un mástil con una cantidad de cintas igual a la cantidad de participantes. Las cintas son de determinados colores, según la ocasión. Por ejemplo, las cintas pueden representar colores patricios o simplemente ser aleatorios. Luego, cada participante agarra una cinta, y comienzan a dar vueltas respetando la circunferencia, al compás de la música. Al avanzar, cada uno debe pasar por abajo de la cinta del otro, e inmediatamente después dejar pasar al que quiere avanzar en sentido contrario por abajo de la cinta que se acarrea. Debido a ese vaivén, en el mástil se va tejiendo una especie de hilado, generalmente formando alguna variación de colores en especial.

## Tradiciones
Durante el carnaval, es muy común ver este baile. Casi siempre es ejecutado al compás de música con un ritmo muy marcado. Las cintas y los trajes son de colores muy alegres, debido a que es un acontecimiento alegre. Es muy importante el sexo de los bailarines. En la República Dominicana, por ejemplo, el baile de las cintas es bailado generalmente por hombres; la mitad de ellos están disfrazados de mujer.
En Europa, en sus orígenes a este baile se lo consideraba como el baile de la fertilidad, aunque actualmente, casi ni se baila.[cita requerida] 
En las Islas Canarias, donde se hacen estos tipos de baile es en la Bajada del Socorro.
También es típico en más partes de España, por ejemplo en Castilla, donde muchos grupos de danza tradicional, siguen bailando y manteniendo.
En la actualidad se sigue bailando

## Reuniones
Es muy típico que en los encuentros de extranjeros fuera de su país se baile esta danza. Por ejemplo, en la Fiesta Nacional de las Colectividades, en Rosario o en la Fiesta de las Colectividades europeo argentinas, en Bariloche, el baile de las cintas es un evento muy significativo, en donde un representante de cada una de las colectividades baila vestido con su traje típico correspondiente, al compás de, generalmente, una polca.

## Curiosidades
- En el vídeclip del grupo canadiense Men Without Hats en su canción llamada Safety Dance, que hace una alegoría a la Edad Media, se puede apreciar que los niños de origen anglosajón hacen este baile. YouTube